# Temple de Sérapis (Pouzzoles)
Pour les articles homonymes, voir Sérapéum.

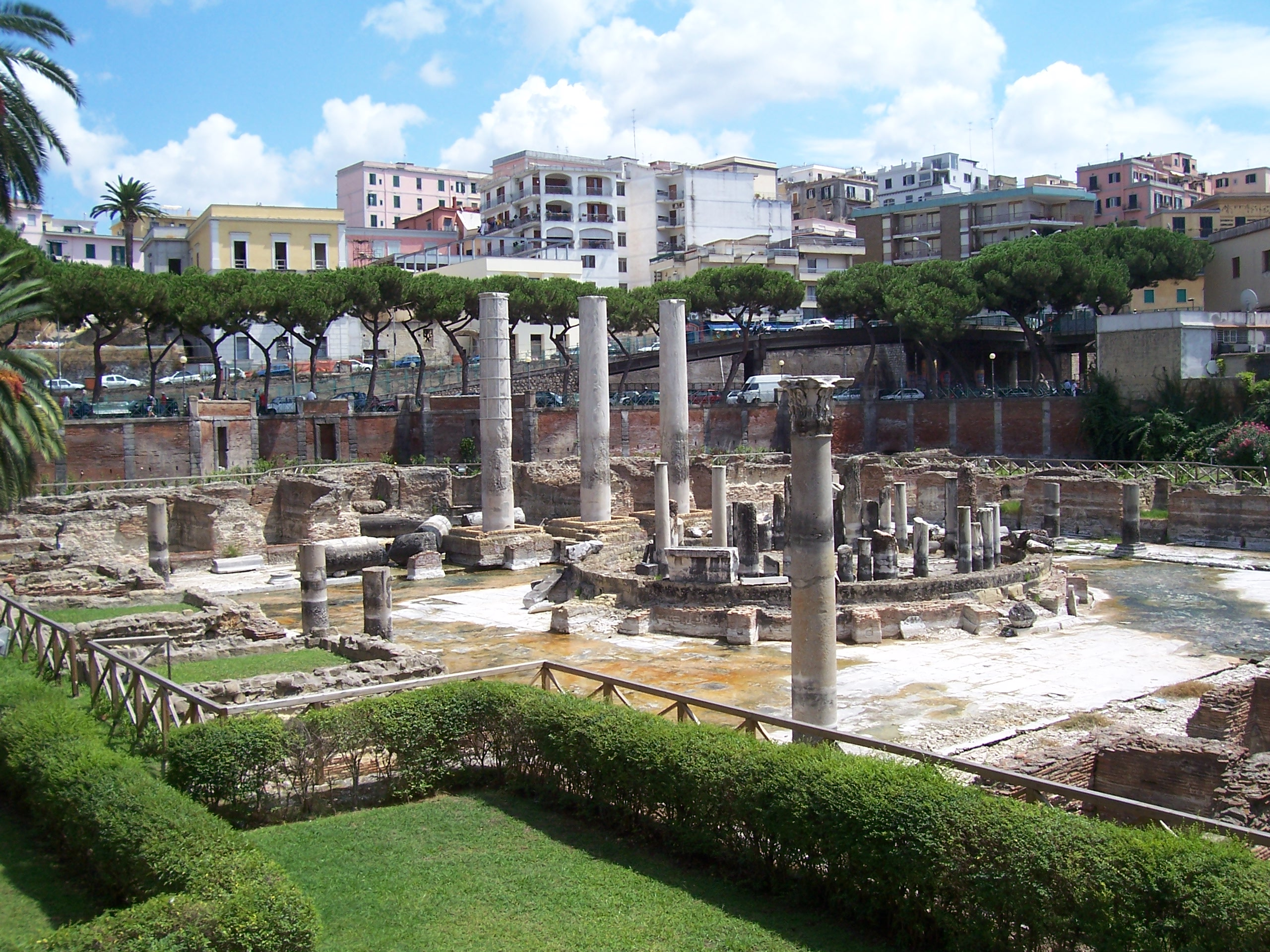
Ensemble du macellum, avec sa fontaine monumentale circulaire avec des bâtiments modernes de Pouzzoles en arrière-plan.

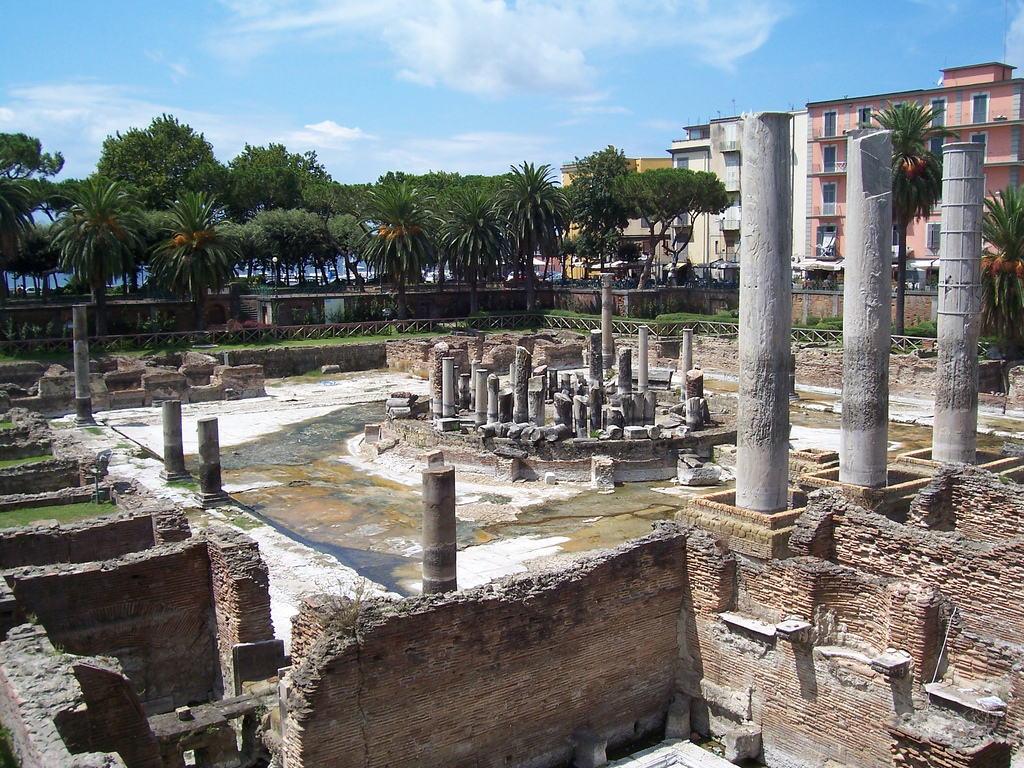
Ensemble du marché de Pouzzoles.

Le temple de Sérapis est un ancien marché romain de la ville italienne de Pouzzoles, en Campanie, pris à tort pour un temple dédié à Sérapis, d'où son nom. Ses hautes colonnes sont les témoins des fortes variations du niveau de la mer, dues au bradyséisme des Champs Phlégréens.

## Architecture
L'ensemble de bâtiments, appelés improprement « sérapéum » ou « temple de Sérapis » à la suite de la découverte ancienne d'une statue de cette divinité égyptienne, est le marché romain ou macellum de la cité de Pouzzoles.
Il est constitué d'une grande cour carrée bordée de boutiques, agrémentée en son centre d'une fontaine circulaire monumentale, de taille exceptionnelle mais d'un type connu par ailleurs dans les marchés aux poissons d'autres villes comme Pompéi ou Morgantina.
La bonne conservation générale de cette structure est due à son immersion qui, durant des siècles, l'a préservée des pillages.

## Bradyséisme

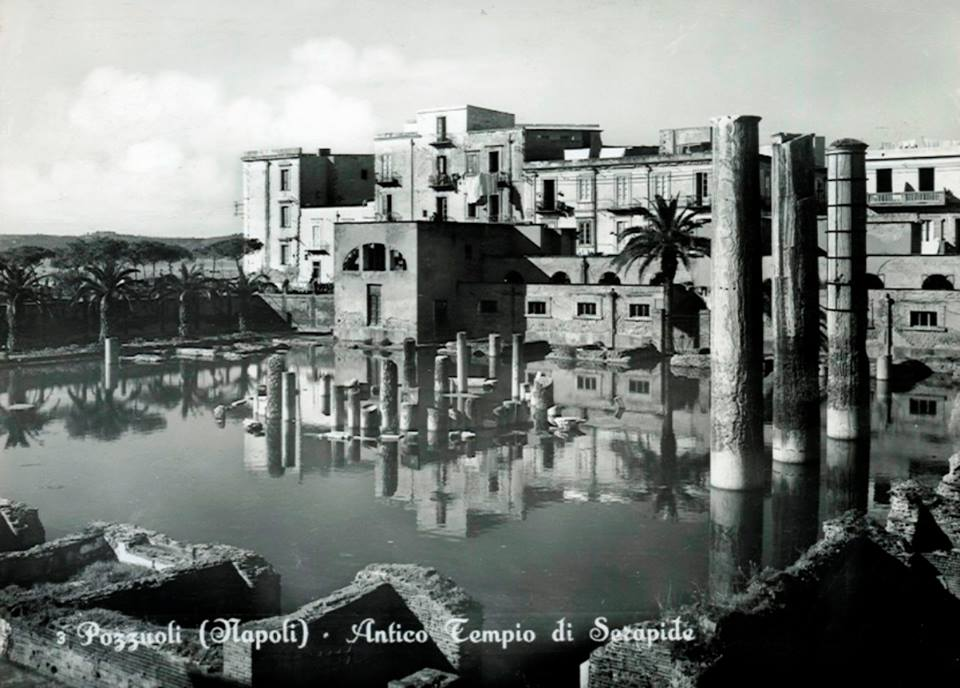
Vue du macellum immergé, vers 1950.

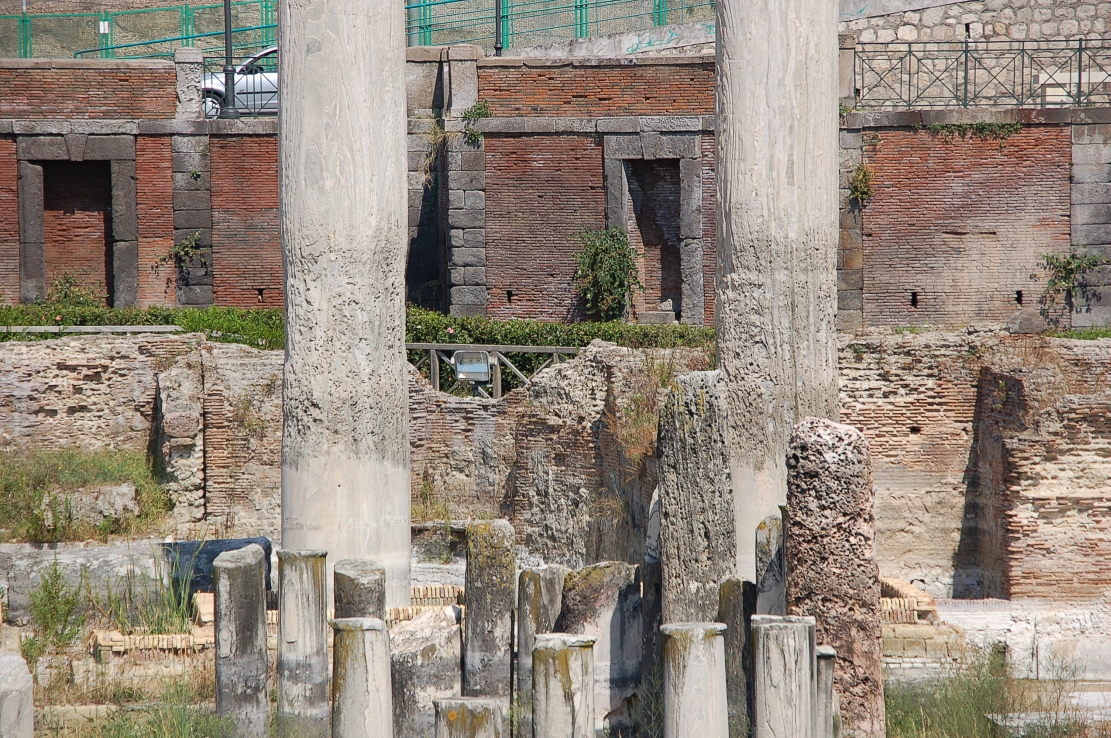
Deux colonnes du marché, montrant les bandes de trous de mollusques.

Depuis des siècles, des observateurs ont noté les traces laissées par les lithodomes sur les murs de l'édifice et sur ses trois grandes colonnes de cipolin, jusqu'à une hauteur de 6,50 mètres au-dessus du niveau actuel, correspondant à un enfoncement maximal atteint au cours du Xe siècle.
Par suite de l'intense activité du bradyséisme depuis les années 1980, le bâtiment se trouve actuellement hors d'eau.